# Por Amor (álbum de Suzana)
Por Amor é o quinto álbum de estúdio a solo da cantora popular portuguesa Suzana. 

Foi lançado no ano 2008 pela editora Senhores do Ar. IPlay 

Contém 11 faixas, tendo sido uma produção de Ricardo Landum que deixa a sua assinatura em todos os temas, só não sendo responsável pelas palavras de uma canção.
Este foi o trabalho que mais temas viu representados na primeira compilação a solo da cantora, O Melhor, lançada em 2009. Ao todo foram cinco: "Já sabia", "Quando ele me chama mãe",  "Talvez", "Hoje voltei a vê-lo" e "P'ra não me veres chorar".

## Faixas
1. "Já sabia" (Ricardo)
2. "Quando ele me chama mãe" (Ricardo / Tony Carreira)
3. "Eu faço tudo por amor" (Ricardo)
4. "Talvez" (Ricardo)
5. "Hoje voltei a vê-lo" (Cristina Landum / Ricardo)
6. "Mas se tu soubesses" (Ricardo / Tony Carreira)
7. "O meu mundo sem ti" (Ricardo / Ricardo, Tó Carvalho)
8. "Segue o teu caminho (esquece-te de mim)" (Ricardo / Ricardo, Tony Carreira)
9. "Tudo o que eu sonhava" (Ricardo)
10. "Longe do céu do teu amor" (Ricardo)
11. "P'ra não me veres chorar" (Ricardo)